# 1. podporna brigada (ZDA)
1. podporna brigada (izvirno angleško 1st Support Brigade) je bila podporna brigada Kopenske vojske Združenih držav Amerike.

## Zgodovina
Leta 1974 je bila brigada preoblikovana v 21. podporno poveljstvo.